# 홍원초등학교
홍원초등학교는 대한민국 경기도 평택시 포승읍 홍원리에 있는 공립 초등학교이다.

## 학교 연혁
- 1932년 4월 1일 홍원학원 설립인가
- 1946년 9월 1일 홍원공민학교로 인가
- 1948년 9월 1일 내기국민학교 홍원분교로 인가(2학급 편성)
- 1963년 3월 1일 내기국민학교 홍원분교장으로 승격(4학급)
- 1964년 3월 1일 홍원국민학교로 인가(5학급 편성)
- 1964년 3월 15일 홍원국민학교 개교
- 1964년 3월 20일 초대 변상봉 교장 취임
- 1982년 7월 2일 2개 교실 증축
- 1985년 2월 7일 병설 유치원1학급 인가
- 1996년 3월 1일 홍원초등학교로 명칭 변경
- 2010년 5월 1일 초등보육 보금자리1학급 개설
- 2010년 12월 17일 학력Level-up 복습 공책 활용 우수교 표창
- 2013년 4월 5일 평택시 지정 아토피, 천식 안심학교 및 안심유치원 운영
- 2013년 9월 1일 제16대 김영자 교장 취임
- 2014년 9월 1일 혁신학교지정 운영
- 2014년 12월 5일 방과후 학교 프로그램 우수교 교육감 표창
- 2014년 12월 31일 창의적 체험활동 우수교 교육감 표창
- 2015년 3월 1일 초등 6학급(90명), 유치원 1학급(9명) 편성 운영